# Morgan & Morgan
Morgan & Morgan é um escritório de advogados norte-americano. Fundado em 1988 por John Morgan, está sediado em Orlando, Florida. Embora a Morgan & Morgan tenha sido historicamente considerada uma sociedade focada em danos pessoais, negligência médica e ações judiciais coletivas, também expandiu sua prática para outras áreas de serviços jurídicos. A empresa possui escritórios em todos os 50 estados dos EUA e em Washington, D.C..

## Histórico
O escritório foi fundado em Orlando, Florida, em 1988, por John Morgan e seus sócios Stewart Colling e Ron Gilbert.
Em 1989, o escritório começou a publicitar na televisão e no rádio. Em 2005, Morgan adquiriu a quota dos seus sócios na empresa e renomeou a firma como "Morgan & Morgan", acrescentando sua esposa, Ultima, como sócia.
Por volta do ano 2000, a empresa havia-se expandido por toda a Florida com 420 funcionários. Em 2013, contava com 260 advogados em um quadro de 1.800 funcionários na Florida, Geórgia, Mississippi, Kentucky e Manhattan.
Em 2011, Charlie Crist juntou-se à Morgan & Morgan, em Tampa, trabalhando principalmente no setor de ações coletivas da empresa. Em 2016, foi eleito para o 13º congresso do distrito da Florida.
Em 2018, a empresa recebeu mais de dois milhões de chamadas e registrou 500 novos casos por dia. Nesse ano, a firma arrecadou 1,5 bilhão de dólares em acordos e gastou 130 milhões em publicidade nacional.
Em 2021, Morgan demitiu metade do departamento de marketing da empresa após uma polêmica campanha publicitária intitulada "O Tamanho Importa".
Em 2024, a firma contava com mais de 3.000 colaboradores, incluindo 1.000 advogados em 50 estados e em Washington, D.C.

## Processos judiciais
A Morgan & Morgan interpôs uma ação coletiva sobre a violação de dados da Equifax, ocorrida em 2017.
Em 2018, Morgan & Morgan, junto com outros escritórios, abriu uma ação coletiva contra a Exactis após uma violação de dados que afetou 230 milhões de americanos.
Morgan & Morgan também representou vítimas no acidente da montanha-russa Sand Blaster em Daytona Beach, em 2018.
Em 2022, a empresa abriu uma ação judicial contra o Walmart após um tiroteio em massa em Chesapeake, Virgínia.

## Envolvimento político
A 2020 Florida Amendment 2 foi uma campanha política e legal para permitir o uso de canábis medicinal. Em 2013, a Morgan & Morgan lançou a iniciativa para alterar a Constituição da Flórida e permitir o uso de canábis para fins medicinais. O escritório gastou mais de 15 milhões de dólares para apoiar a mudança e organizou a campanha United for Care para promover o voto "sim".
Morgan também fez doações para a campanha presidencial de Hillary Clinton em 2016. Em agosto de 2020, Morgan doou 355.000 dólares ao Biden Victory Fund. Morgan é próximo de Frank Biden, irmão mais novo de Joe Biden. Ele transportou Frank Biden em seu jato particular para a posse de Joe Biden e afirmou ter discutido oportunidades de trabalho na Morgan & Morgan com ele.
A Morgan & Morgan doou 1,5 milhões de dólares para uma proposta de emenda constitucional da Flórida que aumentaria o salário mínimo para 15 dólares por hora. No entanto, o Orlando Weekly relatou que alguns funcionários da Morgan & Morgan ganhavam menos de 15 dólares por hora. Ao ser questionado sobre isso, Morgan disse: "Posso dizer onde você quer chegar com essa história, e é uma besteira", acrescentando que muitos funcionários de call centers começam com um salário anual de 25.000 dólares (aproximadamente 12 dólares por hora), e desafiou o repórter dizendo: "Aposto que você não ganha 25.000 dólares por ano".
A 2020 Florida Amendment 2 foi uma iniciativa para promover uma emenda à Constituição da Flórida, aprovada em 3 de novembro de 2020, por referendo estadual. A Morgan & Morgan foi a principal doadora do comitê político Florida for a Fair Wage, contribuindo com a maior parte dos 4,15 milhões de dólares arrecadados pela campanha. A emenda exigia 60% dos votos para ser aprovada, e, como resultado, o salário mínimo na Flórida aumentará para 15 dólares por hora até 2026.